# Cnaemidophorus
Cnaemidophorus — род пальцекрылок из подсемейства Pterophorinae.

## Описание
Губные щупики несколько длиннее головы, направлены вперёд. в передних крыльях обе лопасти широкие, с хорошо выраженным наружным краем. Ветви R3 и R4, а также M3 и Cu1 на коротких стеблях.
Гениталии самцов: ункус мощный, клювовидный, с выростом в основании; саккулус с торчащим внутрь отростком. Гениталии самок: апофизы не выражены; копуляционная сумка с двумя вытянутыми сигнами, состоящими из мелких шиповидных зубчиков.

## Систематика
В составе рода:
- вид: Cnaemidophorus horribilis
- вид: Cnaemidophorus rhododactyla
- вид: Cnaemidophorus smithi